# Cataulacus jeanneli
Cataulacus jeanneli är en myrart som beskrevs av Santschi 1914. Cataulacus jeanneli ingår i släktet Cataulacus och familjen myror. Inga underarter finns listade.